# Ricardo Pinto (Schriftsteller)

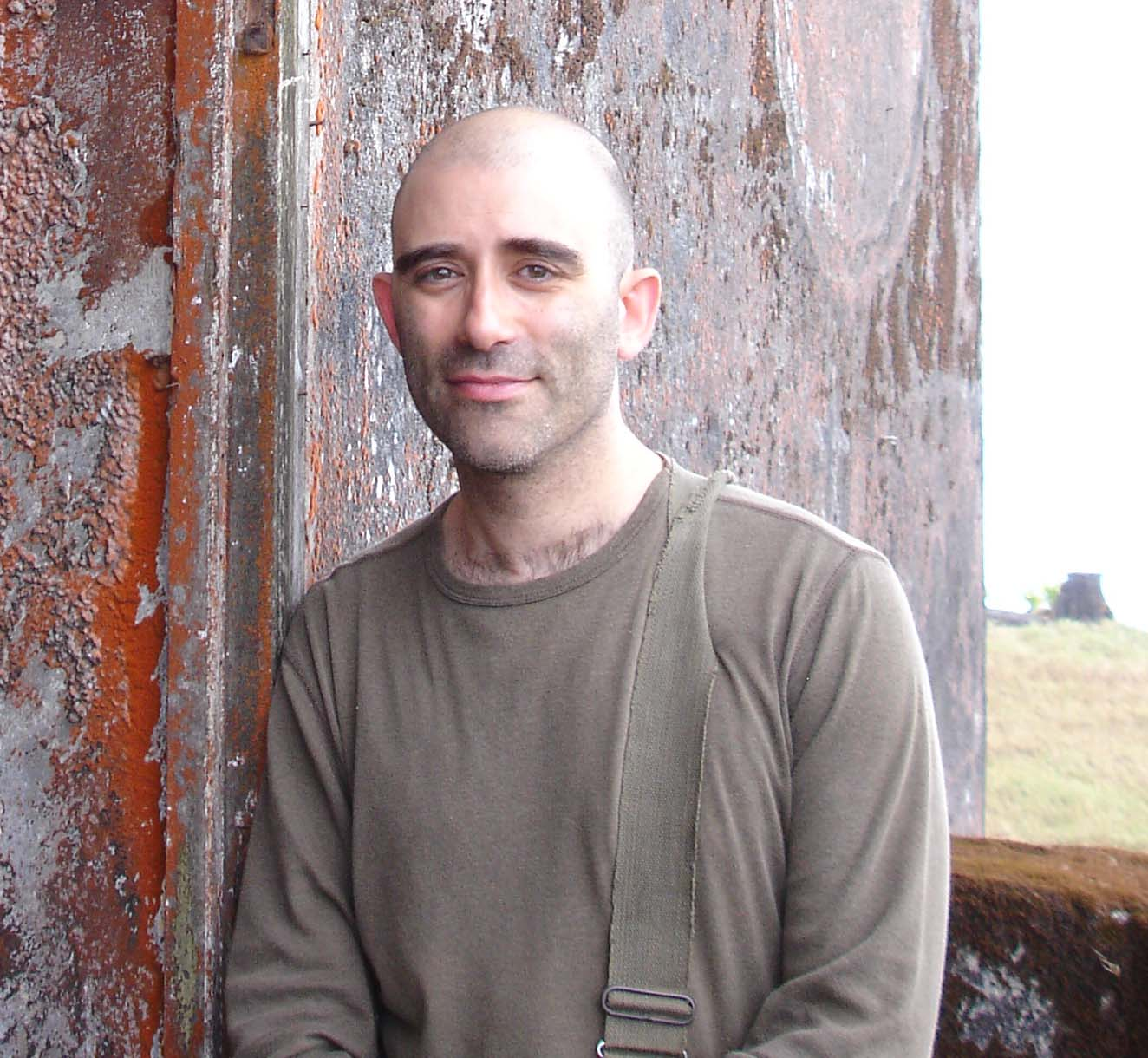
Ricardo Pinto

Ricardo Pinto (* 1961 in Lissabon, Portugal) ist ein portugiesischstämmiger Computerspieleprogrammierer und Autor. Er verfasste unter anderem die Fantasy-Trilogie Der Steinkreis des Chamäleons.

## Leben
Ricardo Pinto wurde 1961 in Lissabon geboren. Im Alter von sechs Jahren verließ er mit seiner Familie Portugal und zog nach London, kurz darauf weiter nach Dundee in Schottland. Im Alter von 18 Jahren begann Pinto 1979 ein Mathematik-Studium an der Universität Dundee, obwohl er ein lieber Architektur oder antike Geschichte studiert hätte, wovon ihm abgeraten worden war. Diese Thematiken blieben dann seine lebenslange Leidenschaft. Noch während seines Studiums entwickelte er 1981/1982 Ideen zu Der Steinkreis des Chamäleons.
1983 zog Pinto nach London. Bei der Bewerbung für eine Stelle als Programmierer für Computerspiele gab er vor, mehr Wissen in diesem Bereich zu besitzen, als tatsächlich der Fall war und erhielt den Job. Nach einigen Jahren Tätigkeit wechselte Pinto mehrmals die Arbeitsstelle und blieb schließlich bei der Firma „Fantasy Forge“, die ein Freund von ihm gegründet hatte. Dort war zusätzlich das Designen zu den Spielen passender virtueller Welten im Buchformat seine Aufgabe. Pinto schrieb seine ersten beiden Bücher, Kryomek und Hivestone als Begleitwerke.
Hieran anknüpfend griff Pinto seine bis dato ungeschriebenen Ideen wieder auf und begann mit dem Schreiben von Die Auserwählten. Nach jahrelangem Arbeiten an diesem Roman legte er ihn seiner Agentin Victoria Hobbs vor. Diese half ihm beim Überarbeiten des Buches und legte es verschiedenen Verlagen vor, bis es von Bantam Press genommen wurde und im Jahr 1999 erschien. Es wurde auch in Deutschland, den USA, den Niederlanden und Portugal veröffentlicht.
2002 veröffentlichte Pinto den zweiten Teil seiner Trilogie, Die Ausgestoßenen. Der dritte Band erschien am 26. März 2009 in Großbritannien unter dem Namen The Third God. Für eine Herausgabe des dritten Bandes fand sich kein deutscher Verleger. Ab 2019 überarbeitete Pinto den Steinkreis des Chamäleons und veröffentlichte ihn 2020 in sieben Bänden.

## Werke

### Bücher
- Kryomek (1992)
- Hivestone (1994)
- Der Steinkreis des Chamäleons (Org. „The Stone Dance of The Chameleon“)

- Erste Edition

1. Die Auserwählten (Bd. 1; engl. „The Chosen“; 1999), Klett-Cotta, Stuttgart 2001, ISBN 3-608-93241-0
2. Die Ausgestoßenen (Bd. 2; engl. „The Standing Dead“; 2002), Klett-Cotta, Stuttgart 2002, ISBN 3-608-93242-9
3. The Third God (Stone Dance of the Chameleon), Bantam Press, 2009 (erschien bislang nicht auf Deutsch)

- Zweite Edition (2020)

1. The Masters, Ivory Tower Press, 2020, ISBN 978-1-9160741-1-8
2. The Chosen, Ivory Tower Press, 2020, ISBN 978-1-9160741-3-2
3. The Standing Dead, Ivory Tower Press, 2020, ISBN 978-1-9160741-5-6
4. The Darkness Under the Trees, Ivory Tower Press, 2020, ISBN 978-1-9160741-7-0
5. Dragon Fire, Ivory Tower Press, 2020, ISBN 978-1-9160741-9-4
6. The Mirror Breaks, Ivory Tower Press, 2020, ISBN 978-1-8380286-1-9
7. The Third God, Ivory Tower Press, 2020, ISBN 978-1-8380286-3-3

- Matryoshka, NewCon Press, 2018, ISBN 978-1-910935-88-0

### Computerspiele
- Gyron (1985)
- Elite (1986)
- Hive (1987)
- Cybercon III (1991)
- Stunt Island (1991)
- Nightmare Circus (1995)

## Einzelnachweis
1. ↑  Erklärung von Ricardo Pinto zum dritten Teil vom Steinkreis des Chamäleon („no German edition…“) (Memento vom 20. September 2010 im Internet Archive)

| Personendaten    | Personendaten         |
| ---------------- | --------------------- |
| NAME             | Pinto, Ricardo        |
| KURZBESCHREIBUNG | portugiesischer Autor |
| GEBURTSDATUM     | 1961                  |
| GEBURTSORT       | Lissabon              |